# هولين الفائقة 3
هولين الفائقة 3 (بالإنجليزية: Holin superfamily III)‏ هي فصيلة فائقة من بروتينات نقل الأغشية المتكاملة. وهي واحدة من بين سبع عجائن مختلفة من هولين في المجموع. بشكل عام، يعتقد أن هذه البروتينات تلعب دورًا في موت الخلايا المنظم، على الرغم من اختلاف الوظائف بين العائلات والأفراد.
تُشتق أعضاء فصيلة هولين الفائقة 3 من الزائفات، سينيرجيستوتا، فطريات الأكتينوميسيتوتا، دينوكوكوتا والعتائق . تشمل هذه العائلة الفائقة سبع عائلات للمساهمين الأساسيين:
- 1. ه .2 - عائلة λ Holin S (λ Holin)
- 1. ه .3 - عائلة P2 Holin (P2 Holin)
- 1. هـ -4 - عائلة ليدا هولين (ليدا هولين)
- 1. ه .5 - عائلة PRD1 Phage P35 Holin (P35 Holin)
- 1. ه 20 - عائلة <i id="mwHQ">Pseudomonas aeruginosa</i> Hol Holin (Hol Holin)
- 1. E.34 - عائلة هولين- اكس (هول - اكس) المفترضة
- 1. E.41 - عائلة Deinococcus / Thermus Holin (D / T-Hol)

أفراد جميع العائلات (باستثناء عائلة هولين- اكس؛ TC # 1. هاء 34 ) يبدو أنه يحتوي على ثلاثة أجزاء غشائية عابرة (TMSs). يبدو أن أفراد عائلة هولين- اكس لديهم جزأين غشائيين عابرين افتراضيين. إن الجزء الغشائي العابر المفقود في بروتينات العائلة 34 هو الجزء الغشائي العابر الطرف الأميني كما كُشف عنه من خلال محاذاة متعددة. هذه العائلات السبع لديها متوسط أحجام 110 و96 و105 و112 و143 و159 و108 بقايا من الأحماض الأمينية (AAS) على التوالي. لاحظ أن العائلة الوحيدة التي لديها أفراد يتوقعون أن يكون لديهم اثنان فقط من أجزاء غشائية عابرة هي الأسرة التي تحتوي على أكبر المتجانسات. هذا بسبب الامتدادات المحبة للماء. يبلغ متوسط حجم البروتينات في الفصيلة بأكملها من بقايا الأحماض الأمينية مع انحراف معياري قدره 23 من بقايا الأحماض الأمينية.